# D-Generation X: In Your House
D-Generation X: In Your House was een pay-per-viewevenement in het professioneel worstelen dat op 7 december 1997 georganiseerd werd door de World Wrestling Federation (WWF). Het evenement was chronologisch het 19e in de serie In Your House en vond plaats in het Springfield Civic Center in Springfield (Massachusetts).
De naam 'D-Generation X' is afgeleid van de toen enorm populaire worstelgroep D-Generation X. Deze groep bestond uit worstelaars Shawn Michaels, Triple H en Chyna. Ter afsluiting van het evenement verdedigde groepslid Shawn Michaels zijn WWF World Heavyweight Championship tegen Ken Shamrock. 

## Belangrijkste verhaallijnen

#### Eerste confrontatie tussen The Rock en "Stone Cold" Steve Austin
D-Generation X: In Your House is merendeels notabel omdat Dwayne "The Rock" Johnson en Stone Cold Steve Austin bij het evenement voor het eerst streden om een kampioenschap, met name het WWF Intercontinental Championship. Derhalve wordt het evenement gezien als een considerabele mijlpaal in een van de grootste rivaliteiten die twee worstelaars ooit aan de dag legden. De fictieve spanning tussen "Stone Cold" Steve Austin en Owen Hart om datzelfde WWF Intercontinental Championship was rond deze periode ten einde. 
In navolging van Owen Hart zette The Rock zijn zinnen op Austins kampioenschap. Austin overhandigde schertsend de titelriem aan The Rock, wat zich voordeed in het televisieprogramma Raw is War. De opbouw naar het evenement ging nadien vooral gepaard met luimige fratsen uit naam van Austin. Zo dumpte Austin de titelriem in een nabijgelegen rivier. 
"Stone Cold" Steve Austin gaf The Rock vervolgens de kans zijn titel te verdedigen bij het evenement D-Generation X: In Your House, maar de titel zelf behoorde officieel nog toe aan Austin. De wedstrijd op zich kenmerkt zich door de inmenging van The Rocks groep The Nation of Domination, die The Rock op alle mogelijke manieren trachtten te helpen. Austin reageerde onder meer op de aanvallen door "The Nation of Domination"-groepslid D'Lo Brown te raken met zijn Stone Cold Stunner-afwerkingsbeweging op het dak van Austins jeep. 

#### Shawn Michaels vs. Ken Shamrock
Bret Hart verliet de WWF na het veelbesproken evenement Survivor Series op 9 november 1997. Shawn Michaels was de nieuwe WWF World Heavyweight Champion. Michaels en zijn groep D-Generation X staken gedurende de maand november aanhoudend de draak met Hart en diens familie, hoewel Hart reeds uitkwam voor de organisatie World Championship Wrestling (WCW). De leden van "D-Generation X" vestigden daarna hun aandacht op de overgebleven leden van het inmiddels verloochende The Hart Foundation, dat na Bret Harts vertrek uit elkaar was gevallen. Jim Neidhart - tijdens diens laatste verschijningen voor de federatie - werd publiekelijk vernederd door Triple H en Chyna. Triple H zou bij het evenement de strijd aanbinden met Sgt. Slaughter. 
Michaels mocht echter niet lang op zijn lauweren rusten, want Ken Shamrock ontpopte zich meteen tot nieuwe uitdager. Shamrock daagde Michaels uit tot een titelwedstrijd, die uiteindelijk zou plaatsvinden bij het evenement D-Generation X: In Your House. Inclusief vele opschepperige uitlatingen voorafgaandelijk aan de wedstrijd, behield Michaels de titel middels een diskwalificatie. De wedstrijd tussen Michaels en Shamrock was het eerste main event uit een reeks pay-per-views dat deel uitmaakte van het destijds nog prille Attitude Era, dat later een bloeiende periode voor de WWF zou betekenen. Owen Hart viel na afloop van de wedstrijd Michaels aan, wat dan weer een verhaallijn ontketende tussen Hart en Triple H. 

## Resultaten
| Nr.                                                                                  | Match | Winnaar(s)                                               |
| ------------------------------------------------------------------------------------ | --- | -------------------------------------------------------- |
| 1                                                                                    | Taka Michinoku vs. Brian Christopher in een een-op-eenwedstrijd voor het inaugurele WWF Light Heavyweight Championship                                                               | Taka Michinoku                                           |
| 2                                                                                    | Los Boricuas (Jesús Castillo Jr., José Estrada Jr. en Miguel Pérez Jr.) (met Savio Vega) vs. The Disciples of Apocalypse (8-Ball, Crush en Chainz) in een Six Man tag team-wedstrijd | Los Boricuas                                             |
| 3                                                                                    | Marc Mero vs. Butterbean in een "tough man" een-op-eenwedstrijd | Butterbean                                               |
| 4                                                                                    | The New Age Outlaws (Billy Gunn en Road Dogg) (c) vs. The Legion of Doom (Hawk en Animal) in een tag team-wedstrijd voor het WWF Tag Team Championship                               | The New Age Outlaws (c)                                  |
| 5                                                                                    | Triple H vs. Sgt. Slaughter in een "boot camp" een-op-eenwedstrijd | Triple H                                                 |
| 6                                                                                    | Jeff Jarrett vs. The Undertaker in een een-op-eenwedstrijd | Jeff Jarrett                                             |
| 7                                                                                    | Stone Cold Steve Austin (c) vs. The Rock (met The Nation of Domination) in een een-op-eenwedstrijd voor het WWF Intercontinental Heavyweight Championship                            | Stone Cold Steve Austin (c)                              |
| 8                                                                                    | Shawn Michaels (c) vs. Ken Shamrock in een een-op-eenwedstrijd voor het WWF World Heavyweight Championship                                                                           | Ken Shamrock (diskwalificatie, Michaels blijft kampioen) |
| (c) huidige kampioen voor en na de wedstrijd \| (nc) nieuwe kampioen na de wedstrijd | |                                                          |